# Wapen van Hallum

Wapen van Hallum

Het wapen van Hallum is het dorpswapen van het Nederlandse dorp Hallum, in de Friese gemeente Noardeast-Fryslân. Het wapen werd in 1995 geregistreerd.

## Geschiedenis
Het wapen is gebaseerd op een vlag die reeds in gebruik was in het dorp. Deze vlag is ontworpen door kunstenaar Ids Willemsma.

## Beschrijving
De blazoenering van het wapen luidt als volgt:
Van sabel, beladen met een regenboog van goud, keel, sinopel en zilver, van boven vergezeld van twee zespuntige sterren van goud en van onderen van een burcht van goud, geopend en verlicht van het veld.
De heraldische kleuren zijn: sabel (zwart), goud (goud), keel (rood), sinopel (groen) en zilver (zilver).

## Symboliek
- Zwart veld: staat symbool voor de nacht.[2]
- Regenboog: de kleuren van de regenboog staan voor de dag. Daarnaast verwijzen de kleuren naar de kleuren van de hele wereld, aangezien producten van de plaatselijke industrie de hele wereld over gaan.[2]
- Zespuntige sterren: ontleend aan het wapen van Ferwerderadeel. Het aantal twee duidt op de twee kloosters rond Hallum: Mariëngaarde en Bethlehem nabij Bartlehiem.[2]
- Burcht: duidt op de verschillende staten die rond het dorp aanwezig waren.[2]

Het wapen van Ferwerderadeel.

## Zie ook

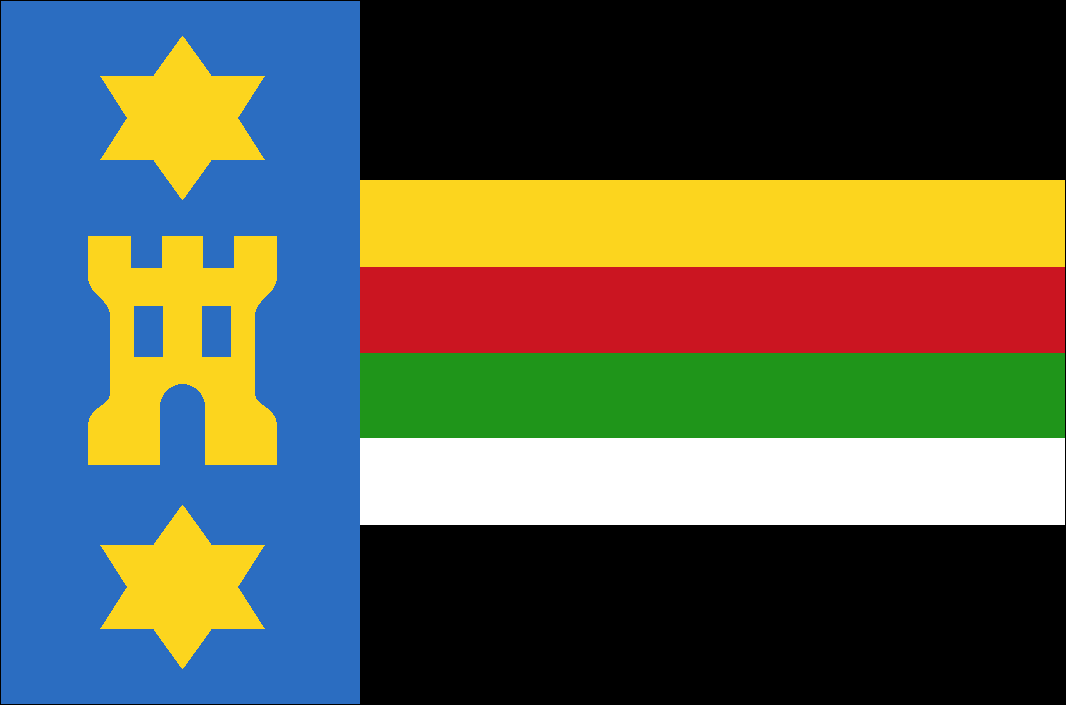
Vlag van Hallum